# Winda szabatowa

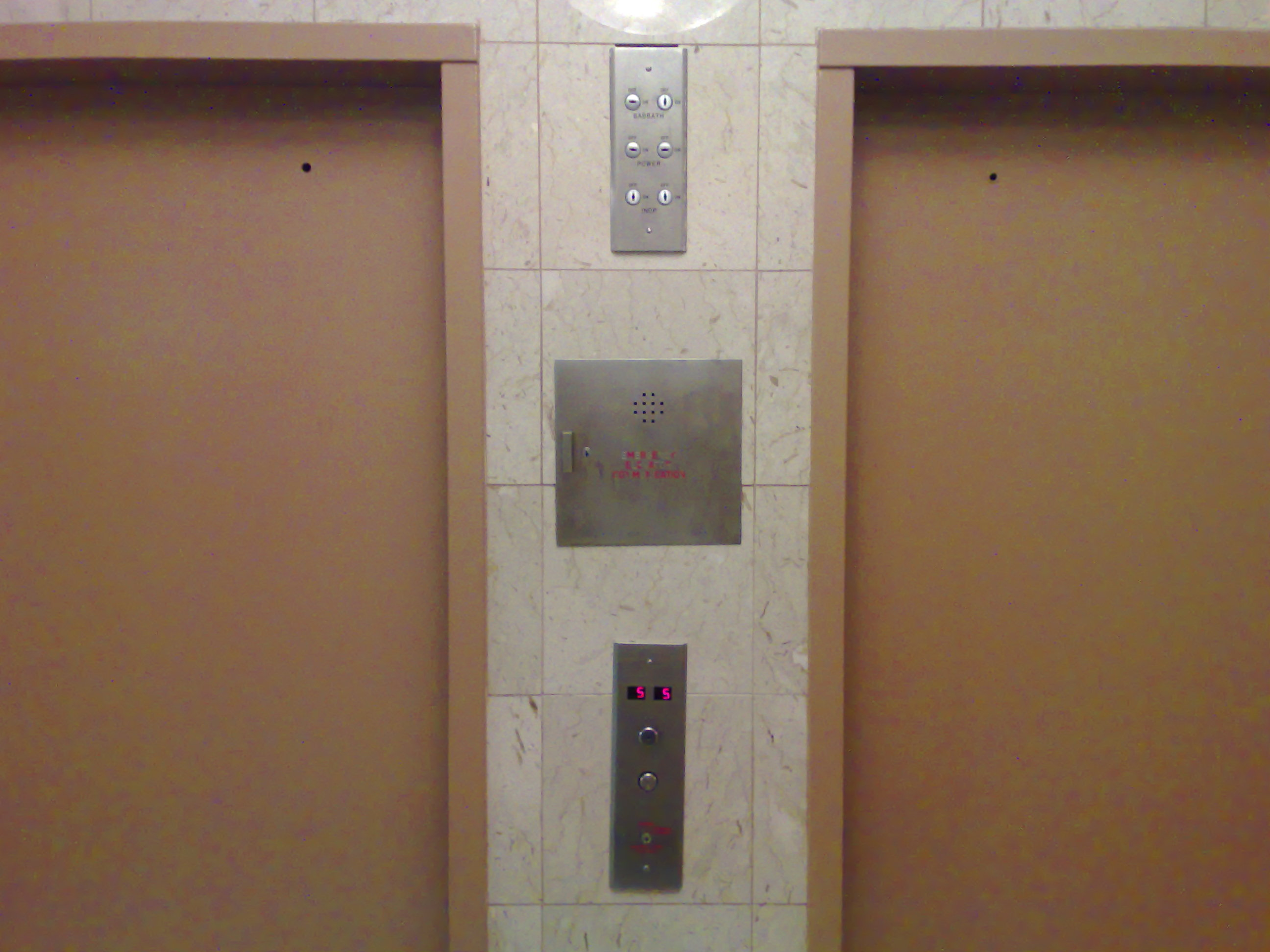
Winda szabatowa

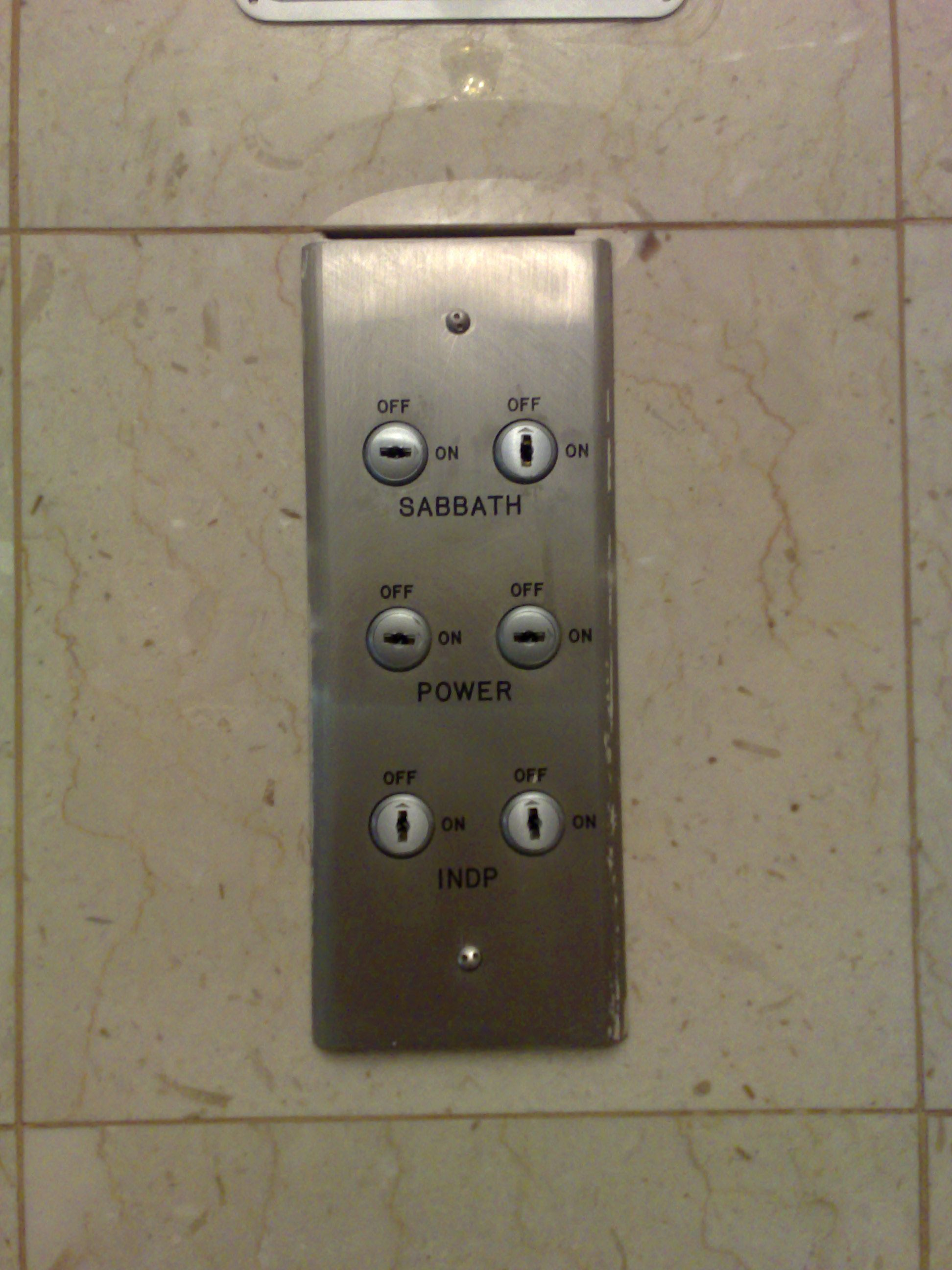
Przełączniki windy szabatowej

Winda szabatowa – rodzaj windy, pracującej automatycznie, skonstruowanej by praktykujący żydzi mogli używać wind w szabat bez dotykania jakichkolwiek przycisków. W niektórych nurtach judaizmu naciśnięcie przycisku windy interpretowane jest jako praca fizyczna, zabroniona w czasie szabatu. Są różne sposoby konfiguracji wind, aby przewoziły pasażerów po piętrach:
- zatrzymywanie się na każdym piętrze
- zatrzymywanie się na co drugim piętrze
- wjazd na samą górę, a potem zjazd o jedno piętro aż do dołu.

Takie windy działają w krajach o dużej populacji Żydów, jak Izrael, USA, Kanada, Ukraina (Dniepr), Argentyna czy Brazylia. Znajdują się przede wszystkim w dużych hotelach, szpitalach izraelskich, blokach mieszkalnych oraz w niektórych synagogach.
Do obsługi windy, jak i również do innych prac wykonywanych w czasie szabatu niekiedy zatrudnia się szabes gojów.